# MacRoman
MacRoman är en av de teckenkodningar som Apple definierat för Mac OS Classic. Det finns ett flertal andra Mac-kodningar, till exempel MacJapanese, på samma sätt som Microsoft har definierat ett antal kodningar för Windows. Både Apple och Microsoft, tillsammans med många andra, övergår dock till att använda Unicode,
och praktiskt taget alla nya program som skrivs använder Unicode. Andra kodningar, speciellt de "egna", men även "andras", stöds dock via konvertering; på Mac OS via TEC, Text Encoding Converter. MacRoman stöder ett antal väst- och nordeuropeiska språk: Engelska, Nederländska, Franska, Spanska, Tyska, Svenska, Danska, Norska.

## Kodtabell
MacRoman är, liksom de flesta kodningar, likadan som US-ASCII för nummer 0-127 (0-0x7F). På så sätt fungerar text och dataspråk som HTML och C bra och flyttbart så länge texten är på engelska. Resten av MacRoman följer en egen lista som inte liknar de vanligaste 8-bitskodningarna.
| MacRoman | MacRoman | MacRoman | MacRoman | MacRoman | MacRoman | MacRoman | MacRoman | MacRoman | MacRoman | MacRoman | MacRoman | MacRoman | MacRoman | MacRoman | MacRoman | MacRoman |
| -------- | -------- | -------- | -------- | -------- | -------- | -------- | -------- | -------- | -------- | -------- | -------- | -------- | -------- | -------- | -------- | -------- |
|          | x0       | x1       | x2       | x3       | x4       | x5       | x6       | x7       | x8       | x9       | xA       | xB       | xC       | xD       | xE       | xF       |
| 0x       | NUL      | SOH      | STX      | ETX      | EOT      | ENQ      | ACK      | BEL      | BS       | TAB      | LF¹      | VT       | FF       | CR       | SO       | SI       |
| 1x       | DLE      | DC1      | DC2      | DC3      | DC4      | NAK      | SYN      | ETB      | CAN      | EM       | SUB      | ESC      | FS       | GS       | RS       | US       |
| 2x       | SP¹      | !        | "        | #        | $        | %        | &        | '        | (        | )        | *        | +        | ,        | -        | .        | /        |
| 3x       | 0        | 1        | 2        | 3        | 4        | 5        | 6        | 7        | 8        | 9        | :        | ;        | <        | =        | >        | ?        |
| 4x       | @        | A        | B        | C        | D        | E        | F        | G        | H        | I        | J        | K        | L        | M        | N        | O        |
| 5x       | P        | Q        | R        | S        | T        | U        | V        | W        | X        | Y        | Z        | [        | \        | ]        | ^        | _        |
| 6x       | `        | a        | b        | c        | d        | e        | f        | g        | h        | i        | j        | k        | l        | m        | n        | o        |
| 7x       | p        | q        | r        | s        | t        | u        | v        | w        | x        | y        | z        | {        | \|       | }        | ~        | DEL      |
| 8x       | Ä        | Å        | Ç        | É        | Ñ        | Ö        | Ü        | á        | à        | â        | ä        | ã        | å        | ç        | é        | è        |
| 9x       | ê        | ë        | í        | ì        | î        | ï        | ñ        | ó        | ò        | ô        | ö        | õ        | ú        | ù        | û        | ü        |
| Ax       | †        | °        | ¢        | £        | §        | •        | ¶        | ß        | ®        | ©        | ™        | ´        | ¨        | ≠        | Æ        | Ø        |
| Bx       | ∞        | ±        | ≤        | ≥        | ¥        | µ        | ∂        | ∑        | ∏        | π        | ∫        | ª        | º        | Ω        | æ        | ø        |
| Cx       | ¿        | ¡        | ¬        | √        | ƒ        | ≈        | ∆        | «        | »        | …        | NBSP¹    | À        | Ã        | Õ        | Œ        | œ        |
| Dx       | –        | —        | “        | ”        | ‘        | ’        | ÷        | ◊        | ÿ        | Ÿ        | ⁄        | €²       | ‹        | ›        | ﬁ        | ﬂ        |
| Ex       | ‡        | ·        | ‚        | „        | ‰        | Â        | Ê        | Á        | Ë        | È        | Í        | Î        | Ï        | Ì        | Ó        | Ô        |
| Fx       | APPL¹    | Ò        | Ú        | Û        | Ù        | ı        | ˆ        | ˜        | ¯        | ˘        | ˙        | ˚        | ¸        | ˝        | ˛        | ˇ        |

1. De viktigaste specialtecknen: LF=radbyte. SP=mellanslag. NBSP=mellanslag utan radbyte. APPL=Applelogga.
2. Före Mac OS 8.5 fanns på kod 0xDB valutatecknet (¤); numera finns där euro-tecknet (€).